# سگ (فیلم ۲۰۲۲)
سگ (به انگلیسی: Dog) یک فیلم کمدی آمریکایی به کارگردانی چنینگ تیتوم و رید کارولین است که هر دو تجربه اولین کارگردانی خود را دارند. در این فیلم بازیگرانی چون تیتوم، جین آدامز، کوین نش، کیوریانکا کیلچر، اتان سوپلی، امی ریور-لمپمن و بیل بر به ایفای نقش پرداخته‌اند.
این فیلم در تاریخ ۱۸ فوریه ۲۰۲۲ توسط یونایتد آرتیستس در ایالات متحده اکران شد و نقدهای مثبتی از سوی منتقدان دریافت کرده و بازیگری تیتوم مورد تحسین قرار گرفت. این اثر همچنین با فروشی بالغ بر ۸۴ میلیون دلار در سراسر جهان در مقابل بودجه ۱۵ میلیون دلاری، موفقیتی تجاری در گیشه بود.

بریگز، تکاور ارتش ایالات متحده وظیفه دارد لولو، یک سگ کارگر نظامی شپرد بلژیکی را به موقع از پایگاه شکاری لوئیس-مک‌کرود در واشینگتن به به سواحل اقیانوس آرام در نوگالس، آریزونا بیاورد تا در مراسم تشییع جنازه سرپرستش شرکت کند.

## خلاصه داستان
سگ راهنما. بریگز او را به اتاق خود می‌برد و حمامش می‌کند. سپس سعی می‌کند بدون او اتاق را ترک کند، اما لولو پارس می‌کند تا اینکه بریگز تسلیم می‌شود و او را همراه خود می‌برد. در لابی، به دلیل آموزش‌های نظامی لولو، او به مردی خاورمیانه‌ای به نام دکتر الفرید حمله می‌کند و بریگز به جرم نفرت‌پراکنی دستگیر می‌شود. در ایستگاه پلیس، بریگز در یک صف متهمین قرار می‌گیرد، جایی که از دکتر الفرید عذرخواهی می‌کند. الفرید موافقت می‌کند شکایتی نکند، به شرط اینکه بریگز برای رفتارهایش کمک حرفه‌ای دریافت کند.
هنگام بازپس‌گیری لولو از پناهگاه سگ‌ها، یک پزشک توضیح می‌دهد که رفتار لولو نشانه اضطراب است. در لس‌آنجلس، بریگز تلاش می‌کند دختر سه‌ساله‌اش، سم، را ببیند، اما همسرش، نیکی، به او اجازه نمی‌دهد. بریگز به دیدار نوآ می‌رود، یک تکاور سابق ارتش که برادر لولو، نوک، را پذیرفته و تربیت کرده است. نوآ به بریگز یاد می‌دهد چگونه با لولو به زبان خودش ارتباط برقرار کند، و این باعث می‌شود رابطه عمیق‌تری میان آن‌ها شکل بگیرد.
پس از ترک خانه نوآ، ماشین بریگز در یک طوفان خراب می‌شود و او و لولو مجبور می‌شوند در یک انبار متروکه پناه بگیرند. صبح روز بعد، آن‌ها با ماشین دیگری به سمت نوگالس می‌روند و به موقع برای مراسم تشییع جنازه می‌رسند. بریگز کنار لولو می‌ماند تا در طول شلیک‌های سنتی مراسم، او را آرام کند. بعد از مراسم، در حالی که ماشین خود را تعمیر می‌کند، به جونز زنگ می‌زند و اطلاع می‌دهد که وضعیت لولو بهتر شده است، اما جونز بی‌تفاوت است.
بریگز به صحرا می‌رود و لولو را تشویق می‌کند که فرار کند. وقتی او فرار نمی‌کند، شب را در یک متل با هم می‌گذرانند. بریگز دچار حمله عصبی می‌شود و سپس تشنج می‌کند، اما لولو او را آرام می‌کند.
صبح روز بعد، بریگز لولو را در وایت سندز رها می‌کند، اما وقتی می‌بیند که او وحشت‌زده شده، نظرش عوض می‌شود. او برمی‌گردد، لولو را با خود می‌برد و همراهش دور می‌شود. چند ماه بعد، بریگز نامه‌ای خطاب به لولو می‌نویسد که در آن فاش می‌کند او را به فرزندی پذیرفته است. او از لولو تشکر می‌کند که جانش را نجات داده و او را به مرد بهتری تبدیل کرده است. در نهایت، نیکی بریگز را به ملاقات سم می‌برد.

## بازیگران
- چنینگ تیتوم در نقش بریگز
- جین آدامز در نقش تامارا
- کوین نش در نقش گاس
- کیوریانکا کیلچر در نقش نیکی
- اتان سوپلی
- امی ریور لمپمن
- بیل بر
- نیکول لالیبرته در نقش زوئی
- لوک فوربس در نقش جونز
- رونی جن بلوینز در نقش کیت

## تولید
در ۵ نوامبر ۲۰۱۹، چنینگ تیتوم و رید کارولین کار روی فیلم کمدی «سگ» را از اسکریپتی از کارولین و داستانی از خود او که با برت رودریگز نوشته شده بود و با تولید از سوی تاتوم، پیتر کرنان و گرگوری جیکوبز آغاز کردند. در ۲ مارس ۲۰۲۰، مترو گلدوین مایر حقوق پخش فیلم در آمریکای شمالی را به دست آورد.
تیتوم علاوه بر کارگردانی مشترک این فیلم، در نقش اصلی نیز بازی خواهد کرد. در دسامبر ۲۰۲۰، کیوریانکا کیلچر به بازیگران اضافه شد.
در ۱۵ نوامبر ۲۰۱۹، تصویربرداری اصلی قرار بود در اواسط سال ۲۰۲۰ آغاز شود.این فیلم در والنسیا و لنکستر، کالیفرنیا در طول دنیاگیری کووید-۱۹ فیلم‌برداری شد.

## انتشار
این فیلم ابتدا قرار بود در ۱۲ فوریه ۲۰۲۱ توسط مترو گلدوین مایر در ایالات متحده اکران شود، اما به ژوئیه عقب افتاد. بعدها تاریخ اکران آن ۱۶ ژوئیه معرفی شد. سپس توزیع کننده آن را به ۱۸ فوریه ۲۰۲۲ برگرداند.

## بازخورد
در وبگاه جمع‌آوری نقد راتن تومیتوز، ٪۷۶ از ۱۴۷ بررسی منتقدان مثبت است و میانگینِ امتیاز آن ۶٫۱/۱۰ است. اجماع این وبگاه چنین می‌نویسد: «نژاد دراماتیک سگ فراتر از غیربومی و ناشناخته است، اما استخوان‌های روایتی محکم و انجام‌وظیفهٔ زبده و کاربلد چنینگ تیتوم به عنوان هم‌کارگردان و ستارهٔ این فیلم، تجربهٔ تماشایی جذابی را ایجاد می‌کند.»